# Ommatius setiger
Ommatius setiger là một loài ruồi trong họ Asilidae. Ommatius setiger được Martin miêu tả năm 1964. Loài này phân bố ở vùng nhiệt đới châu Phi.